# Zionsville (Indiana)
Zionsville ist eine Stadt (Town) im Boone County im US-Bundesstaat Indiana. Das U.S. Census Bureau hat bei der Volkszählung 2020 eine Einwohnerzahl von 30.603 ermittelt.

## Geographie
Der Ort liegt etwa 20 Kilometer nordwestlich des Stadtzentrums von Indianapolis zwischen der Quelle des White River und dem Bürokomplex The Pyramids.

## Persönlichkeiten
- Albert Barnes Anderson (1857–1938), Bundesrichter, geboren in Zionsville
- Todd Witsken (1963–1998), Tennisspieler, gestorben in Zionsville
- Mike Pence (* 1959), Politiker, ehemaliger US-Vizepräsident, lebt in Zionsville[2]